# Erik Simon
Erik Simon (* 1950, Drážďany) je německý spisovatel, překladatel a vydavatel science fiction.

## Život
Po maturitě a vyučení na elektromontéra vystudoval fyziku na Technické univerzitě v Drážďanech. Tou dobou se stal aktivním členem „Klubu Stanisława Lema“, který později zlikvidovala státní mašinérie NDR. V něm vedl „aktiv zahraniční fantastiky“, jenž zajišťoval překlady do klubové knihovny a připravoval pořady o zahraničních autorech. Zde se již projevily jeho dva hlavní zájmy: science fiction a jazyky. Současně s diplomem fyzika získal Simon aprobaci i jako odborný překladatel z ruštiny. Od té doby překládal (a překládá) sci-fi a fantasy z angličtiny, ze slovanských jazyků (i češtiny) a z nizozemštiny. Po krátkém působení jako inženýr v betonárně se v roce 1974 stal redaktorem berlínského nakladatelství Das Neue Berlin, kde měl na starosti převážně sci-fi socialistických zemí. Zde se zvláště zasloužil o vydávání děl bratří Strugackých.
Jako redaktor, vydavatel, překladatel a teoretik měl značný vliv na vývoj science fiction v NDR. Vedle četných antologií a povídkových sbírek, které čtenáře seznámily například s angloamerickou a bulharskou sci-fi, si získal velké zásluhy především almanachy Lichtjahr (Světelný rok), které vycházely v osmdesátých letech a v nichž byly vedle domácích a zahraničních povídek publikovány i četné teoretické práce o science fiction. Spolu s Olafem R. Spittelem vydal informativní příručky Science fiction in der DDR (1982, Science fiction v NDR) a Die Science-fiction der DDR. ein Lexikon (1988, Lexikon science-fiction v NDR). Jako autor dává přednost kratším povídkám s humoristickým nebo satirickým obsahem a ostrou pointou.. Od roku 1975 jich řadu publikoval v antologiích Der Mann vom And (1975, Muž z Anti), Begegnung im Licht (1976, Světelná setkání) a Wege zur unmóglichkeit (1983, Cesty k nemožnosti). Kromě toho vydal společně s Reinhardem Heinrichem povídkový cyklus Die ersten Zeitreisen (1977, První cesty časem) a vlastní sbírky povídek Fremde Sterne (1979, Cizí hvězdy) a Mondphantome, Erdbesucher (1987, Měsíční fantomy, návštěvníci Země). Roku 1983 vydal sbírku morgensternovských básní Wenn im Traum der Siebenschläfer lacht (Když sedmispáč se ze sna směje).
Několikrát získal cenu Kurda Lasswitze a další. Jeho knihy vyšly v bulharštině, polštině, švédštině a češtině, jednotlivé povídky a eseje v deseti dalších jazycích.
Koncem roku 1991 nakladatelství Das Neue Berlin přestalo sci-fi vydávat a od té doby je Erik Simon překladatelem a vydavatelem ve svobodném povolání. Žije v Drážďanech.

## Dílo
- Die ersten Zeitreisen. Erzählungen (1977, První cesty časem), společně s Reinhardem Heinrichem, povídkový cyklus..
- Fremde Sterne. Erzählungen (1979, Cizí hvězdy), povídky.
- Science fiction in der DDR (1982, Science fiction v NDR), informativní příručka, společně Olafem R. Spittelem.
- Wenn im Traum der Siebenschläfer lacht (1983, Když sedmispáč se ze sna směje), sbírka bání..
- Mondphantome, Erdbesucher. Erzählungen (1987, Měsíční fantomy, návštěvníci Země), povídky.
- Die Science-fiction der DDR. ein Lexikon (1988, Lexikon science-fiction v NDR), informativní příručka, společně Olafem R. Spittelem.
- Werkausgabe: Simon's Fiction: Phantastische Geschichten, herausgegeben von Hans-Peter Neumann und Sara Riffel. Shayol-Verlag, Berlin 2002 ff.
  - Bd. 1 Sternbilder. Sternschnuppen. Fremde Sterne. Voraussichten, Nachbilder. Erzählungen, Balladen und Gedichte. 2002, ISBN 3-926126-20-5.
  - Bd. 2 Mondmysterien. Mondphantome, Erdbesucher. Schlangweisers Modellbaukasten. Mysteria fantastica. Erzählungen und andere Fictionen. 2003, ISBN 3-926126-24-8.
  - Bd. 3 Reisen von Zeit zu Zeit. Die ersten Zeitreisen. Von letzten Ursachen. Von Zeit zu Zeit. Erzählungen und ein Opernlibretto. 2004 (zusammen mit Reinhard Heinrich), ISBN 3-926126-35-3.
  - Bd. 4 Zeitmaschinen, Spiegelwelten. Maschinen. Zeiten. Die Zeit und die Spiegel. Erzählungen, Gedichte und Alternativhistorien. 2013, ISBN 3-943279-08-1.

## Česká vydání

### Knihy
- Spirálový obzor, Práce, Praha 1983, výbor z fantastiky NDR, sestavil Erik Simon, přeložila Jitka Soukupová.
- Mimozemšťané a hvězdy, Albatros, Praha 1990, výbor z povídek, sestavil Ivo Železný, přeložila Jitka Soukupová.

### Povídky
- Časopisecky:
  - Marťani přirozeně neexistují (1975, Marsmenschen gibt's natürlich nicht), Mimozemšťané a hvězdy, Albatros, Praha 1990, přeložila Jitka Soukupová.
  - Sběratel (1979, Der Sammler), Spirálový obzor, Práce, Praha 1983 a Mimozemšťané a hvězdy, Albatros, Praha 1990, přeložila Jitka Soukupová.
- Z antologie Begegnung im Licht (1976, Světelná setkání):
  - E (E), Světelná setkání, Albatros, Praha 1982, přeložil Antonín Tejnor.
  - Několik užitečných fakt o planetě Ikaru (Wissenswertes über den Planeten Ikaros), Mimozemšťané a hvězdy, Albatros, Praha 1990, přeložila Jitka Soukupová.
  - Odchod do zaslíbené země (Auszug ins Gelobte Land), Světelná setkání, Albatros, Praha 1982, přeložil Antonín Tejnor.
  - P (W), Stvořitelé nových světů, Albatros, Praha 1980 pod názvem Pravděpodobnost p, přeložila Jitka Soukupová a Světelná setkání, Albatros, Praha 1982, přeložil Antonín Tejnor.
  - Pavouk (Die Spinne), Světelná setkání, Albatros, Praha 1982, přeložil Antonín Tejnor.
  - Poslední ( Der Letzte), Světelná setkání, Albatros, Praha 1982 a Zápisník 1987/10, přeložil Antonín Tejnor.
  - Tato planeta je obydlená (Dieser Planet ist bewohnt), Světelná setkání, Albatros, Praha 1982, přeložil Antonín Tejnor.
- Ze sbírky Fremde Sterne (1979, Cizí hvězdy):
  - Clivia Nemanová (Clivia Neman), Mimozemšťané a hvězdy, Albatros, Praha 1990, přeložila Jitka Soukupová.
  - Dioráma (Das Diorama), Roboti a androidi, Svoboda, Praha 1988, přeložila Jitka Soukupová a Mimozemšťané a hvězdy, Albatros, Praha 1990, přeložila Jitka Soukupová.
  - En route (En route), Mimozemšťané a hvězdy, Albatros, Praha 1990, přeložila Jitka Soukupová.
  - Hovory cestou (Gespräche unterwegs), Světová literatura 1984/4 a Mimozemšťané a hvězdy, Albatros, Praha 1990, přeložila Jitka Soukupová.
  - Hvězdy (Die Sterne), Mimozemšťané a hvězdy, Albatros, Praha 1990, přeložila Jitka Soukupová.
  - Cherubíni a kolo (Die Cherubim und das Rad), Mimozemšťané a hvězdy, Albatros, Praha 1990, přeložila Jitka Soukupová.
  - Pozorovatel (Der Beobachter), Mimozemšťané a hvězdy, Albatros, Praha 1990, přeložila Jitka Soukupová.
  - Průkopník (Der Bahnbrecher), Mimozemšťané a hvězdy, Albatros, Praha 1990, přeložila Jitka Soukupová.
  - Průzkumník (Der Kundschafter), Mimozemšťané a hvězdy, Albatros, Praha 1990, přeložila Jitka Soukupová.
  - Riddhané (Die Riddhaner), Skleněné město, Mladá fronta, Praha 1985, přeložila Klára Vachulová a Mimozemšťané a hvězdy, Albatros, Praha 1990, přeložila Jitka Soukupová.
  - V noci na planetě vzdálené dvanáct parseků od Dzirry (Nachts auf dem fremden Planeten, zwölf Parsec von Dsirra entfernt), Zápisník 1987/9 a Mimozemšťané a hvězdy, Albatros, Praha 1990, přeložila Jitka Soukupová.
- Z antologie Wege zur unmóglichkeit (1983, Cesty k nemožnosti):
  - Černé zrcadlo (1983, Der schwarze Spiegel), Mimozemšťané a hvězdy, Albatros, Praha 1990, přeložila Jitka Soukupová.
- Ze sbírky Mondphantome, Erdbesucher (1987, Měsíční fantomy, návštěvníci Země):
  - Vyprávění Josefa Fabera (Die Erzählung des Joseph Faber), Spirálový obzor, Práce, Praha 1983, přeložila Jitka Soukupová.
  - Dárek (Das Geschenk), Mimozemšťané a hvězdy, Albatros, Praha 1990, přeložila Jitka Soukupová.
  - Dobrý skutek Hefa Hasita (Hep Hasits gute Tat), Mimozemšťané a hvězdy Albatros, Praha 1990, přeložila Jitka Soukupová.
  - Mezi Zemí a Měsícem (Zwischen Erde und Mond: Ein Triptychon), Mimozemšťané a hvězdy, Albatros, Praha 1990, přeložila Jitka Soukupová, triptych:
    - Prolog na Měsíci (Prolog auf dem Mond),
    - I. Pasažér (I. Der Passagier),
    - II. Zodpovědní (II. Die Verantwortlichen),
    - III. Pilot (III. Der Pilot)